# Гаванешти (Горж)
Гаванешти (рум. Găvănești) насеље је у Румунији у округу Горж у општини Балешти. Oпштина се налази на надморској висини од 192 m.

## Становништво
Према подацима из 2002. године у насељу је живело 209 становника, од којих су сви румунске националности.